# Dmitriy Gaag
Dmitry Vladimirovich Gaag, Дмитрий Владимирович Гааг, (Karaganda, 20 maart 1971) is een Kazachs triatleet. Hij werd wereldkampioen triatlon op de olympische afstand. Ook nam hij driemaal deel aan de Olympische Spelen, maar won hierbij geen medailles.
Zijn grootste prestatie behaalde hij in 1999 door de wereldkampioenschappen triatlon op de olympische afstand op zijn naam te schrijven. Met een tijd van 1:45.25 bleef hij Simon Lessing (zilver; 1:45.31) en Miles Stewart (brons; 1:45.47) voor.
Gaag deed mee aan de Olympische Spelen van 2000 in Sydney. Daar liep miste hij de bronzen medaille net mis met een tijd van 1:49.03,57. Vier jaar later op de Olympische Spelen van 2004 in Athene finishte hij als vijfentwintigste in een tijd van 1:48.46,64.

## Titels
- Wereldkampioen triatlon op de olympische afstand - 1999

## Onderscheidingen / Prijzen
- Atleet van het jaar in Kazachstan - 1999
- ITU wereldbeker triatlon - 2001, 2004

## Palmares

### triatlon
- 1993: 19e EK olympische afstand in Echternach - 1:58.16
- 1994: 14e EK olympische afstand in Eichstatt - 1:55.59
- 1995: 10e EK olympische afstand in Stockholm - 1:48.18
- 1995: 8e WK olympische afstand in Cancún - 1:50.34
- 1996: 16e EK olympische afstand in Szombathely - 1:45.47
- 1996: 10e WK olympische afstand in Cleveland - 1:41.40
- 1997: 15e WK olympische afstand in Perth - 1:51.03
- 1998: 6e WK olympische afstand in Lausanne - 1:56.20
- 1999:  WK olympische afstand in Montréal - 1:45.25
- 2000:  ITU wereldbekerwedstrijd in Rio
- 2000: 4e Olympische Spelen van Sydney -1:49.03,57
- 2001:  ITU wereldbekerwedstrijd in Tiszaujvaros
- 2002: 9e WK olympische afstand in Cancún - 1:52.19
- 2003:  ITU wereldbekerwedstrijd in Tiszaujvaros
- 2004: 25e Olympische Spelen van Athene -1:48.46,64
- 2004:  WK olympische afstand in Funchal - 1:41.18
- 2006:  Aziatische Spelen - 1:50.53
- 2010:  Aziatische Spelen - 1:53.08
- 2011: 143e WK olympisch afstand - 34p

1989: Mark Allen ·
1990: Greg Welch ·
1991: Miles Stewart ·
1992: Simon Lessing ·
1993: Spencer Smith ·
1994: Spencer Smith ·
1995: Spencer Smith ·
1996: Spencer Smith ·
1997: Chris McCormack ·
1998: Spencer Smith ·
1999: Dmitriy Gaag ·
2000: Olivier Marceau ·
2001: Peter Robertson ·
2002: Iván Raña ·
2003: Peter Robertson ·
2004: Bevan Docherty ·
2005: Peter Robertson ·
2006: Tim Don ·
2007: Daniel Unger ·
2008: Javier Gómez ·
2009: Alistair Brownlee ·
2010: Javier Gómez ·
2011: Alistair Brownlee ·
2012: Jonathan Brownlee ·
2013: Javier Gómez ·
2014: Javier Gómez ·
2015: Javier Gómez ·
2016: Mario Mola ·
2017: Mario Mola ·
2018: Mario Mola ·
2019: Vincent Luis ·
2020: Vincent Luis ·
2021: Kristian Blummenfelt